# Sandavágsstenen
Sandavágsstenen (FR 2, färöiska: Sandavágssteinurin) är en medeltida runsten funnen 1917 i Sandavágur, Färöarna. Utifrån runor och språkform har den daterats till omkring år 1200. Stenen står uppställd vid Sandavágs kyrka.

## Inskrift
Translitterering av runraden:
þo=rkæl ÷ o=no=nda=r su=n
a=ustma=þr af ruha
la=nde * bygþe (÷) þe(n)
a : sa=þ ÷ fyst *
Normalisering till fornvästnordiska:
þorkell Onondar sonr, austmaðr af Rogalandi, bygði þenna stað fyrst.
Översättning till svenska:
Torkell Ånondson, östman från Rogaland, bodde på denna plats först.
"Östman" syftar på någon som kommer österifrån i förhållande till Nordsjön, det vill säga från det skandinaviska fastlandet.